# Валлен, Нинон
Нино́н Валле́н (настоящее имя Эжени́ Валлен (фр. Ninon (Eugénie) Vallin), 8 сентября 1886, Монтальё-Версьё — 22 ноября 1961, Лион) — французская оперная певица, сопрано. Карьера Валлен продолжалась более четырёх десятилетий.

## Биография
Эжени Валлен родилась в Монтальё-Версьё (Изер, Франция). Училась в Лионской консерватории, затем в Париже, намереваясь стать камерной певицей. В 1911 году Валлен дебютировала в Париже, исполнив сольную партию в кантате Клода Дебюсси «Дева-избранница». После этого выступления Дебюсси пригласил Валлен для исполнения партии небесного голоса на мировой премьере мистерии «Мученичество святого Себастьяна». Сотрудничество Валлен с Дебюсси продолжилось на премьере «Трёх стихотворения Малларме» в Париже в 2014, аккомпанировал композитор. Валлен великолепно исполняла романсы современных композиторов — Ана, Нин-Кульмеля (в сопровождении авторов), Русселя, Форе, Дюпарка, Шоссона, песни де Фальи. На французском языке пела lieder Шуберта и Штрауса.
Валлен впервые появилась на оперной сцене, после долгих уговоров, в 1912 году: в Опера-комик она спела Микаэлу ("«Кармен»"), Мими ("«Богема»"), Клару («Рождественские подарки» Леру), заглавную партию в «Луизе» Шарпантье. На сцену Опера-комик Валлен выходила в течение нескольких десятилетий, выступала и в других театрах. В 1916 она спела Маргариту («Фауст») в театре «Колон» в Буэнос-Айресе и регулярно возвращалась на эту сцену до 1935 года. Выступала в Ла Скала (1916—1917), Риме (1917), в 1920 году в Парижской опере исполнила роль Таис («Таис»), в 1934 пела в опере Сан-Франциско.
Нинон Валлен наилучшим образом демонстрировала особенности своего дарования в лирических и колоратурных партиях. В её репертуаре Джульетта ("«Ромео и Джульетта»"), Маргарита («Фауст»), Миньон, Мелизанда («Пеллеас и Мелизанда») и три героини оперы «Сказки Гофмана» соседствовали с Церлиной («Дон Жуан») и Графиней («Свадьба Фигаро»). Однако коронными ролями Валлен были Манон, Луиза и Шарлотта («Вертер»).
Валлен любила французскую оперетту и участвовала в постановках произведений Лекока, Массе и Шабрие, а в 1930-х годах даже выступала в мюзик-холле. В 1937 году снялась в кинофильме «Дочь Мадлон».
Нинон Валлен обладала обширным диапазоном, её хорошо сбалансированное лирическое сопрано было сильным в среднем и нижнем регистрах, что позволяло ей выступать в роли Кармен. На пике карьеры Валлен могла петь и высокие колоратурные партии в операх Беллини и Доницетти. Критики характеризовали её манеру как воплощение не только хорошего пения, но и хорошего вкуса. Вокальная карьера Валлен была исключительно долговечной: в 60-летнем возрасте она пела Графиню в «Свадьбе Фигаро», продолжала выступать и записываться и в 1950-х годах.
Валлен была приглашенным профессором в консерватории в Монтевидео с 1953 по 1959 год. Певица умерла в 1961 году в своём имении La Sauvagère неподалеку от Лиона.

## Записи
За время своей карьеры с 1913 по 1950-е годы Нинон Валлен записала множество пластинок 78 об/мин, впоследствии они были переизданы на CD. В записях в основном представлены оперные арии, вокальные произведения французских композиторов, есть и полные или сокращённые записи опер. Запись 1931 года оперы Массне «Вертер» в Опера-комик с участием Жоржа Тиля под управлением Эли Коэна считают одной из лучших записей «Вертера».